# Vitice
Vitice jsou obec ležící v okrese Kolín, 6 km jihovýchodně od Českého Brodu. Mají přibližně 1 200 obyvatel a jejich katastrální území má rozlohu 2 238 ha. V roce 2011 zde bylo evidováno 467 adres. Na jejím území se odehrála bitva u Lipan.
Součástí obce Vitice jsou části Dobré Pole, Hřiby, Chotýš, Lipany, Močedník a Vitice.
Vitice je také název katastrálního území o rozloze 4,23 km².

## Historie
První písemná zmínka o části obce pochází z roku 1080, kdy je Chotýš uvedena v zakládající listině vyšehradské kapituly. První písemné zmínky o samotné obci Vitice pocházejí z roku 1352, kdy se uvádí jako sídlo zemanů vitických.
Dominantou obce je gotický kostel se zachovalou baštou, zasvěcený apoštolům Šimonovi a Judovi. Dřevěná zvonice s márnicí na hřbitově, obklopujícím kostel, je též historickou památkou.

### Bitva u Lipan
Na katastru obce, v prostoru mezi místními částmi Lipany, Vitice a Hřiby, byla 30. května 1434 svedena bitva u Lipan, jejíž památník stojí od roku 1881 na Lipské hoře.

### Územněsprávní začlenění
Dějiny územněsprávního začleňování zahrnují období od roku 1850 do současnosti. V chronologickém přehledu je uvedena územně administrativní příslušnost obce v roce, kdy ke změně došlo:
- 1850 země česká, kraj Pardubice, politický okres Černý Kostelec, soudní okres Český Brod[6]
- 1855 země česká, kraj Praha, soudní okres Český Brod
- 1868 země česká, politický i soudní okres Český Brod
- 1939 země česká, Oberlandrat Kolín, politický i soudní okres Český Brod[7]
- 1942 země česká, Oberlandrat Praha, politický i soudní okres Český Brod[8]
- 1945 země česká, správní i soudní okres Český Brod[9]
- 1949 Pražský kraj, okres Český Brod[10]
- 1960 Středočeský kraj, okres Kolín
- 2003 Středočeský kraj, obec s rozšířenou působností Český Brod

### Rok 1932
V obci Vitice (413 obyvatel, poštovní úřad, telegrafní úřad, četnická stanice, četnická stanice, katol. kostel) byly v roce 1932 evidovány tyto živnosti a obchody: 3 hostince, kolář, kovář, krejčí, mlýn, obuvník, pekař, 3 řezníci, 4 sadaři, 2 obchody se smíšeným zbožím, spořitelní a záložní spolek, švadlena, trafika, truhlář.
V obci Dobré Pole (668 obyvatel, samostatná obec se později stala součástí Vitic) byly v roce 1932 evidovány tyto živnosti a obchody: bednář, 2 obchodníci s dobytkem, 2 hostince, kolář, 2 kováři, výroba lihovin, obuvník, rolník, 4 řezníci, 2 obchody se smíšeným zbožím, spořitelní a záložní spolek, trafika, obchod s vínem.
Ve vsi Hřiby (161 obyvatel, samostatná ves se později stala součástí Vitic) byly v roce 1932 evidovány tyto živnosti a obchody: hostinec, kovář, 3 rolníci, obchod se smíšeným zbožím, trafika, velkostatkář Otto Heller.
V obci Chotýš (přísl. Močedník, 368 obyvatel, samostatná obec se později stala součástí Vitic) byly v roce 1932 evidovány tyto živnosti a obchody: 2 hostince, kolář, kovář, 2 obuvníci, sedlář, 2 obchody se smíšeným zbožím, Spořitelní a záložní spolek pro Chotýš, trafika.
V obci Lipany (280 obyvatel, samostatná obec se později stala součástí Vitic) byly v roce 1932 evidovány tyto živnosti a obchody: 2 hostince, kolář, 2 kováři, 5 rolníků, řezník, obchod se smíšeným zbožím, trafika.

## Doprava
Dopravní síť
- Pozemní komunikace – Do obce vedou silnice III. třídy. Po hranici katastrálního území obce ve vzdálenosti 2,5 km vede silnice I/12 Praha - Kolín.

- Železnice – Železniční trať ani stanice na území obce nejsou.

Veřejná doprava 2011
- Autobusová doprava – V obci měly v pracovních dnech února 2011 zastávky příměstské autobusové linky Český Brod-Vitice-Oleška-Kouřim (v pracovních dnech 10 spojů, o víkendech 2 spoje), Čelákovice-Mochov-Český Brod-Kouřim (v pracovních dnech 11 spojů, o víkendech 4 spoje) (dopravce Okresní autobusová doprava Kolín, s. r. o.), Kostelec n.Č.l.-Oleška, Krymlov (v pracovních dnech 6 spojů) (dopravce ČSAD POLKOST, s. r. o.).